# 권인숙
권인숙(權仁淑, 1964년 8월 28일~)은 대한민국의 대학교수, 정치인이다.
명지대학교 교수, 성폭력 전문연구소 '울림'의 소장이며 제21대 국회의원 선거에서 더불어시민당 비례대표 국회의원 3번으로 당선되었다.

## 생애
1964년에 태어났다. 1982년 서울대학교 의류학과에 입학한 후 학생운동 및 노동운동을 하였다. 1985년에 부천의 가스배출기 업체의 공장에 실명을 속이고 노동 운동을 위해 위장 취업을 했다가 신분 위조로 검거되었다.
조사 과정에서 부천경찰서 문귀동 경장으로부터 노동 운동과는 관계 없는 5.3 인천민중항쟁에 대한 심문과 함께, 수갑이 채워진 상태에서 성고문을 당했다.
이것이 당시 사회적으로 엄청난 파장을 불러일으킨 부천경찰서 성고문 사건이다. 이 사건은 조영래 변호사와 박원순 변호사 등이 변론을 맡아 권인숙을 지원하였다.
권인숙은 위장 취업 과정에서 단순히 타인의 신분증을 사용해 사진을 위조한게 아니라, 타인의 신분증을 절도하여 사용했고 이듬해 1986년 법원은 권인숙에게 징역 1년 6개월의 실형을 선고했다. 그러나 1987년 6월 항쟁이 일어나자 권인숙은 특사로 풀려났다.
1989년에는 서울 구로동에 '노동인권회관'을 세워 상담 교육 활동을 하였다. 이후 "1987년 이후로 민주화가 진행되었지만, 여성의 목소리는 들리지 않았다. 나의 삶까지 포함해 우리 사회가 제대로 나아가기 위해서 '여성학'의 전문적인 교육이 필요하다고 생각했다"며 '여성학'을 공부한다. 그리하여 1994년에 미국으로 건너가 럿거스 대학교에서 여성학 석사학위를, 2000년에 클라크 대학교에서 여성학 박사학위를 받았다. 하버드 대학교 한국연구소에서 박사후 과정 연구원으로서 1년 동안 근무하였고, 콜롬비아 대학교 동아시아연구소에서 초청연구원을 지냈다. 남플로리다 주립대학교(University of South Florida) 여성학과 교수를 역임했으며, 2003년부터 명지대학교 기초교육대학에서 여성학을 가르쳤다.
2004년에는 군대 내 성폭력 실태 조사로 은폐된 성폭력에 대한 경각심을 일깨웠다. 또한 군대 문화 및 징병제를 비판하였다. 2007년 4월 24일에는 EBS 인물 다큐 프로그램 《시대의 초상》에 출연하기도 했다.
2014년 2월, 한국성폭력상담소 부설 연구소 <울림> 초대 소장을 맡았다.
성인지적 관점에서 사회를 비판하고 사회적으로 주목받는 성폭력 사건과 관련하여 의견을 개진하는 등 공적인 광장에서 목소리를 높였다.
2017년 3월 8일 여성의 날에 제19대 대통령 선거 문재인 후보의 캠프에 합류하였으며, 4월 7일에는 공동선대위원장에 낙점되었다. 4월 12일, 안철수의 사립유치원 발언을 두고 "뒤에서 사익 추구하는 누군가 있지 않고는 가능하지 않은 발상"이라며 비판하였다.
2020년 4월 15일 제21대 국회의원 선거에서 더불어시민당의 비례 후보 3번으로 출마했다.

## 학력
- 원주여자고등학교 졸업
- 서울대학교 생활과학대학 의류학 학사
- 럿거스 대학교 대학원 여성학 석사
- 클라크 대학교 대학원 여성학 박사

## 논란

### 타인 주민등록증 훼손해 이력서 작성 및 제출
권인숙은 타인의 주민등록증을 사진을 갈아붙이고(공문서변조, 문서손괴) 기타 인적 사항을 이력서를 작성한 뒤(사문서위조) 이를 활용해(변조공문서행사, 위조사문서행사) 공장에 위장취업하였다.
그러나 절도가 아니였을거라는 의견도 있다. 지인의 주민등록증이라는 것이 밝혀질 경우 공범이 될 수 있기 때문이다.
1986년 12월 4일 인천지방법원 형사2부(재판장 윤구한)은 권인숙에게 공문서변조, 변조공문서행사, 사문서위조, 위조사문서행사, 절도, 문서손괴 혐의로 징역 1년 6월을 선고하였다.

## 약력
- 노동인권회관 대표간사
- 미국 하버드대학교 한국학연구소 박사후연구원
- 미국 컬럼비아대학교 동아시아연구소 초청연구원
- 2001 : 미국 플로리다주립대학교 여성학과 교수
- 2003~: 명지대학교 교육학습개발원, 방목기초교육대학 교수
- 2017.10~2020.03: 제15대 한국여성정책연구원 원장
- 2020년 4월 15일: 대한민국 제21대 국회의원 선거 당선(비례대표, 더불어시민당, 초선)
- 2020.09~2022.09: 더불어민주당 인권위원회 위원장
- 2020.09~2021.05: 더불어민주당.정책위원회 상임부의장
- 2022.03~2022.09: 더불어민주당 정책위원회 제7정책조정위원장
- 2023.12~2024.03: 제22대 국회의원 선거 경기 용인시 갑 국회의원 더불어민주당 예비후보

### 의정 활동
- 2020년 5월 30일~2024년 5월 29일: 제21대 국회의원(비례대표,  더불어시민당→더불어민주당, 초선)
  - 2020.07~2022.05: 제21대 국회 전반기 여성가족위원회 간사
  - 2020.07~2021.06: 제21대 국회 전반기 교육위원회 위원
  - 2020.08~2020.09: 제21대 국회 대법관(이흥구) 임명동의에 관한 인사청문특별위원회 위원
  - 2020.09~2022.05: 제21대 국회 전반기 여성가족위원회 법안심사소위원회 위원장
  - 2021.06~2021.06: 제21대 국회 전반기 국방위원회 위원
  - 2021.06~2022.05: 제21대 국회 전반기 교육위원회 위원
  - 2022.07~2024.05: 제21대 국회 후반기 여성가족위원회 위원장
  - 2022.07~2023.06: 제21대 국회 후반기 법제사법위원회 위원
  - 2023.06~2024.05: 제21대 국회 후반기 행정안전위원회 위원

## 저서
- 《하나의 벽을 넘어서》. 거름. 1989년. ISBN 2-00-019100121-1
- 《선택》. 웅진닷컴. 2002년. ISBN 978-89-0103-991-6
- 《대한민국은 군대다》. 청년사. 2005년. ISBN 978-89-7278-391-6
- 《양성평등 이야기》. 청년사. 2007년. ISBN 978-89-7278-258-2
- 《어린이 양성평등 이야기》. 청년사. 2008년. ISBN 978-89-7278-746-4
- 곽병찬·강수돌·권인숙·김서령·오진희·김종휘·목수정·편해문·임혜지·김종락·달마·박금선 외 5명. 《결혼 전 물어야 할 한 가지》. 샨티. 2011년. ISBN 978-89-91075-72-6
- 패멀라 D. 슐츠 저. 한국성폭력상담소 부설연구소 울림 역. 《괴물이 된 사람들》. 이후. 2014년. ISBN 978-89-6157-075-6[28]

## 역대 선거 결과
| 실시년도 | 선거  | 대수 | 직책     | 선거구   | 정당         | 득표수      | 득표율         | 순위         | 당락 | 비고 |
| -------- | ----- | ---- | -------- | -------- | ------------ | ----------- | -------------- | ------------ | ---- | ---- |
| 2020년   | 총선  | 21대 | 국회의원 | 비례대표 | 더불어시민당 | 9,307,112표 | \| \| 33.3% \| | 비례대표 3번 |      | 초선 |
|          | 33.3% |      |          |          |              |             |                |              |      |      |

## 소속 정당
| 소속 정당 | 소속 정당      | 소속 기간 | 비고      |
| --------- | -------------- | --------- | --------- |
|           | 더불어민주당   | 2017      | 정계 입문 |
|           | 무소속         | 2017~2020 | 탈당      |
|           | 더불어시민당   | 2020      | 입당      |
|           | 더불어민주당   | 2020~2024 | 합당      |
|           | 무소속         | 2024      | 탈당      |
|           | 더불어민주연합 | 2024      | 입당      |
|           | 더불어민주당   | 2024~현재 | 합당      |

## 같이 보기
- 젠더폭력
- 대한민국 제21대 국회의원 선거 더불어시민당 후보 목록#비례대표

## 가족 관계
- 아버지: 권영출 ( ~ 2023년 5월 23일)
- 형제동생: 권인자, 권인경, 권오선